# 웨스트민스터 신앙고백

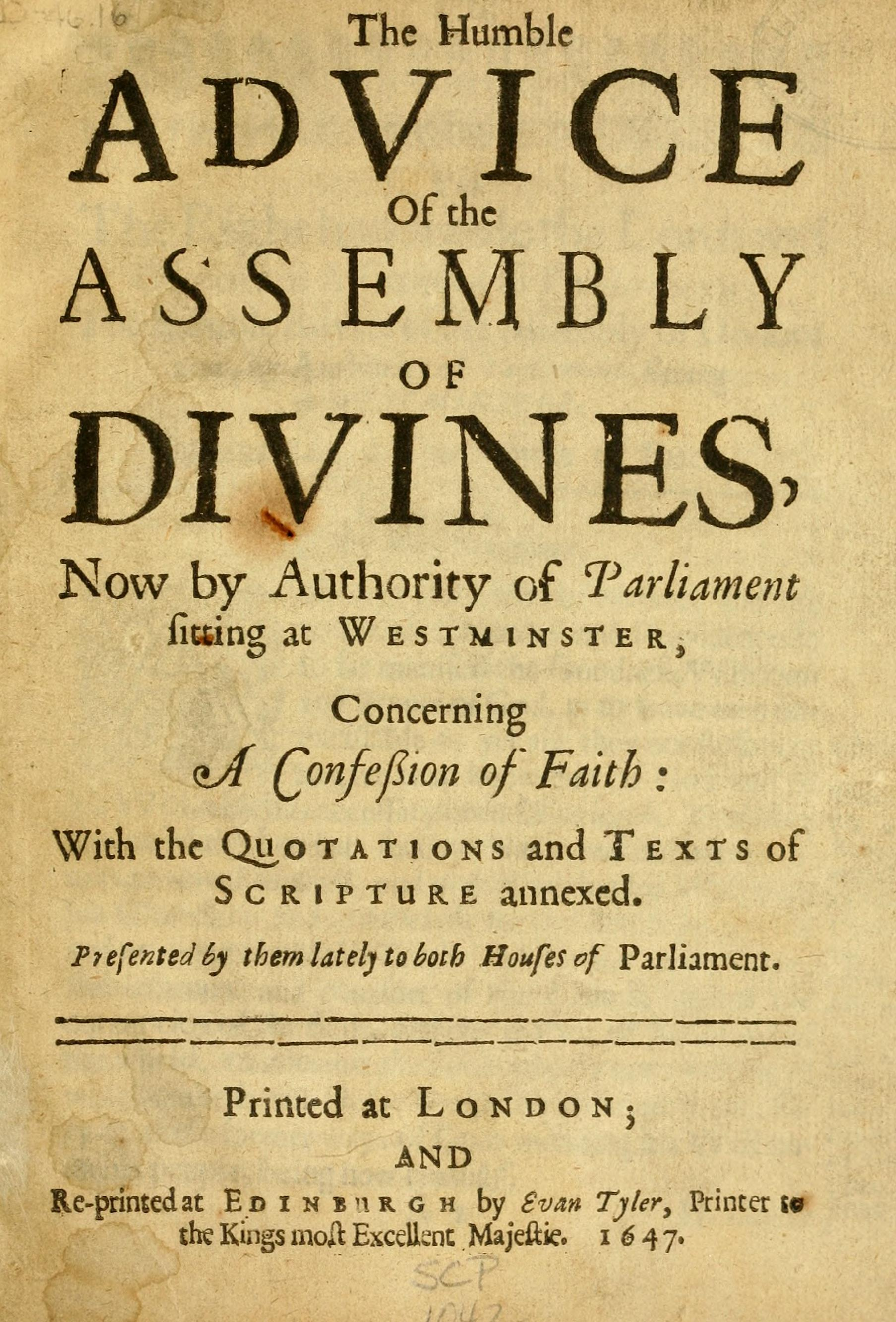
웨스트민스터 신앙고백서 타이틀

웨스트민스터 신앙고백(The Westminster Confession of Faith)은 칼뱅주의 신앙을 담고 있는 개신교의 신앙고백이다. 개혁교회의 중요 문서 또는 신조(Creed)로 많이 채택되는데, 현재 한국 장로교에서도 사도신경, 니케아 콘스탄티노폴리스 신경 등과 더불어 칼뱅주의 전통을 따르는 개신교(장로교회, 개혁교회 등)의 중요 신앙고백으로 삼고 있다. 신도게요서라고도 불린다.
원래의 취지는 39개 신조를 보다 더 구체적으로 보완하려는 의도였으나 오랜 기간의 논의와 담론을 거쳐 기독교 역사상 가장 명확하게 설명된 신앙고백서를 완성하였다.

## 역사
1643년 영국 의회가 당시 국왕이던 찰스 1세와 의회와의 내란(청교도 혁명)중에 영국 교회가 공통으로 따를 수 있는 전례, 교리, 권징 등의 기준을 수립할 필요를 느끼고 웨스트민스터 총회를 소집하였다. 당시 잉글랜드와 스코틀랜드의 교회 총대들과 의원, 정치인 등으로 구성된 "학식있고 거룩하며 분별력 있는 신학자들"이 성공회 교회인 웨스트민스터 대성당에 모였고, 이 회의는 5년 동안 지속되었다. 회의의 결과로 신앙고백서가 작성되었는데 이것이 웨스트민스터 신앙고백서이다. 이 회의의 결과로 신앙고백서 뿐만 아니라 웨스트민스터 대요리문답과 웨스트민스터 소요리문답 또한 작성되었으며 이듬해 1648년 영국 의회에서 공인되었다.
이 문서들은 미국으로 건너간 청교도들에 의해 미국 장로교회(PCUSA)의 교리적 표준문서로 인정되었고, 한국에는 장로교 선교사들이 가지고 들어와 한국 장로교 교회의 표준문서로 통용되고 있다. 그러나 1970년대 미국연합장로교회(UPCUSA)는 웨스트민스터 신앙고백을 포기하고 카를 바르트의 화해신학적 교회론을 구성하는 신정통주의 신조인《1967년 신앙고백서》를 발간함으로써 신정통주의 신학을 근간으로 하는 신정통주의(자유주의 신학과 다름) 신앙고백을 천명했다.
교회일치에 반하는 내용도 있는데, 이 때문에 현대적 신학과는 거리가 생긴다. 일례로 웨스트민스터 신앙고백서 25조 '교회에 대하여' 6항은 로마 가톨릭 교황을 적그리스도로 못박고 있는데 내용은 다음과 같다.
"주 예수 그리스도 외에 교회의 다른 머리는 없다. 로마 교황도 또한 결코 그 머리가 될 수 없고, 다만 적그리스도요, 불법의 사람이요, 멸망의 아들이요, 교회 안에서 그리스도와 하나님이라 일컫는 모든 것에 대적하여 자기를 높이는 자이다."
There is no other head of the Church but the Lord Jesus Christ. Nor can the Pope of Rome, in any sense, be head thereof; but is that Antichrist, that man of sin, and son of perdition, that exalts himself, in the Church, against Christ and all that is called God.

## 주요내용[1]
| 번 호 | 주제                                       | 부주제                                                                      | 내용 | 신학적 논쟁이 된 주제들                                                              |
| ----- | ------------------------------------------ | --------------------------------------------------------------------------- | --- | ------------------------------------------------------------------------------------ |
| 1     | 성경에 대하여                              |                                                                             | |                                                                                      |
| 1-1   |                                            | 성경의 필요성                                                               | 일반계시와 특별계시 | 은사중지론 대 은사지속론                                                             |
| 1-2   |                                            | 성경의 내용 ( 긍정적인 설명 ): 정경                                         | |                                                                                      |
| 1-3   |                                            | 성경의 내용 ( 부정적인 설명): 외경                                          | | 로마가톨릭주의                                                                       |
| 1-4   |                                            | 성경의 권위                                                                 | |                                                                                      |
| 1-5   |                                            | 성경의 진위                                                                 | | 신정통주의                                                                           |
| 1-6   |                                            | 성경의 충족성                                                               | 선하고 필연적인 결론 | 신사도운동                                                                           |
| 1-7   |                                            | 성경의 명확성                                                               | |                                                                                      |
| 1-8   |                                            | 성경의 즉시적 영감, 보존과 번역                                             | |                                                                                      |
| 1-9   |                                            | 성경의 해석                                                                 | |                                                                                      |
| 1-10  |                                            | 모든 신학적 논쟁에서 성경의 최종 권위성                                     | |                                                                                      |
| 2     | 하나님과 거룩한 삼위일체에 대하여          |                                                                             | |                                                                                      |
| 2-1   |                                            | 하나님 그 자신에 대하여                                                     | - 한 분이시고, 살아계신, 참되신, 무한하고, 완전하신 하나님 - 하나님의 영성, 비가시성, 비육체성, 무정성 ( 단순성 ) - 하나님의 불변성, 광대함, 영원함, 불가해성, 전능함 - 불변하고 공의로운 하나님의 목적 - 하나님의 사랑, 은혜, 인내, 선하심, 신실하심, 용서하심 - 하나님의 일반적인 보상 - 하나님의 정의롭고 공포스러운 심판 |                                                                                      |
| 2-2   |                                            | 하나님 안에서와 하나님으로부터                                              | - 하나님의 고유한 축복하심 - 하나님의 전적인 충족성과 영광 - 하나님의 자존성 - 하나님의 주권 - 하나님의 전지하심 - 하나님의 거룩하심 - 하나님의 가치성 |                                                                                      |
| 2-3   |                                            | 하나님과 삼위일체                                                           | - 삼위일체의 정의: 하나의 본체이면서 세 개의 위격과, 동등한 본질, 동등한 전능하심과 동등하게 영원하심 - 성부 하나님의 위격의 특성: 어디로부터 나지 아니하시고, 발생하지 않으심 - 성자 하나님의 위격의 특성: 영원히 나심 - 성령 하나님의 위격의 특성: 성부와 성자로부터 영원히 발생하심.                                      |                                                                                      |
| 3     | 하나님의 영원한 작정에 대하여              |                                                                             | |                                                                                      |
| 3-1   |                                            | 죄와 선택과 우연성과 관련하여 정의된 작정의 범위                            | |                                                                                      |
| 3-2   |                                            | 하나님의 절대적이고, 철저한 선지식에 대한 작정의 관계                       | |                                                                                      |
| 3-3   |                                            | 작정의 내포성 ( 생명과 죽음에 대한 예정 )                                   | |                                                                                      |
| 3-4   |                                            | 예정으로서 작정의 절대적 불변성                                             | |                                                                                      |
| 3-5   |                                            | 피조물에 의한 조건과 원인제공이 아닌 예정의 비우연성                        | |                                                                                      |
| 3-6   |                                            | 목적과 방법 그리고 구속의 주제를 담은 작정의 이해충족성                     | |                                                                                      |
| 3-7   |                                            | 인간과의 작정의 가까운 이유와 목적                                          | |                                                                                      |
| 3-8   |                                            | 이 교리를 다루는 데에 있어 요구되는 특별한 목회적 주의사항과 분별           | |                                                                                      |
| 4     | 창조에 대하여                              |                                                                             | |                                                                                      |
| 4-1   |                                            | 창조의 목적: 삼위일체 하나님의 영광의 표현                                  | |                                                                                      |
| 4-2   |                                            | 하나님의 형상으로 율법을 마음에 새긴 남자와 여자인 인간의 창조              | |                                                                                      |
| 5     | 섭리에 대하여                              |                                                                             | |                                                                                      |
| 5-1   |                                            | 하나님의 섭리의 본질                                                        | |                                                                                      |
| 5-2   |                                            | 하나님의 작정, 비우연성, 섭리와 이차 원인들                                 | |                                                                                      |
| 5-3   |                                            | 하나님의 보통 섭리와 방법들                                                 | |                                                                                      |
| 5-4   |                                            | 하나님의 섭리, 타락과 죄                                                    | |                                                                                      |
| 5-5   |                                            | 신자의 섭리와 죄                                                            | |                                                                                      |
| 5-6   |                                            | 하나님의 섭리와 불경건한 자의 죄                                            | |                                                                                      |
| 5-7   |                                            | 교회의 섭리와 보호                                                          | |                                                                                      |
| 6     | 인간의 타락, 죄, 그리고 그 형벌에 대하여   |                                                                             | |                                                                                      |
| 6-1   |                                            | 최초의 죄와 하나님의 허락, 목적과 영광                                      | |                                                                                      |
| 6-2   |                                            | 아담과 하와에 대한 위한 죄의 결과                                           | |                                                                                      |
| 6-3   |                                            | 그들의 자손들에 대한 그들의 죄의 결과들                                     | |                                                                                      |
| 6-4   |                                            | 본래의 타락과 우리의 실제 죄                                                | |                                                                                      |
| 6-5   |                                            | 중생한 자에게 도 있는 본래의 타락의 지속성                                  | |                                                                                      |
| 6-6   |                                            | 죄의 본질과 결과들                                                          | |                                                                                      |
| 7     | 하나님과 인간의 언약에 대하여(언약신학)    |                                                                             | |                                                                                      |
| 7-1   |                                            | 하나님의 언약의 교제와 축복의 방법으로의 필요성                             | |                                                                                      |
| 7-2   |                                            | 행위언약의 본질                                                             | |                                                                                      |
| 7-3   |                                            | 은혜언약의 본질                                                             | |                                                                                      |
| 7-4   |                                            | 약속으로써의 은혜언약                                                       | |                                                                                      |
| 7-5   |                                            | 율법 아래에서의 은혜언약                                                    | |                                                                                      |
| 7-6   |                                            | 복음 아래에서의 은혜언약                                                    | |                                                                                      |
| 8     | 중보자 그리스도에 대하여                   |                                                                             | |                                                                                      |
| 8-1   |                                            | 중보자의 선출, 정체성과 직분들                                              | |                                                                                      |
| 8-2   |                                            | 중보자의 신-인                                                              | |                                                                                      |
| 8-3   |                                            | 중보자의 기름부음과 신적 부르심                                             | |                                                                                      |
| 8-4   |                                            | 중보자의 의지적 사역                                                        | |                                                                                      |
| 8-5   |                                            | 중보자의 대속적 사역                                                        | |                                                                                      |
| 8-6   |                                            | 성육신 이전에도 택자를 향한 속죄의 유효성                                   | |                                                                                      |
| 8-7   |                                            | 중보자의 위격적 연합과 개혁적 속성의 교류                                   | |                                                                                      |
| 8-8   |                                            | 구속의 적용                                                                 | |                                                                                      |
| 9     | 자유의지에 대하여                          |                                                                             | |                                                                                      |
| 9-1   |                                            | 인간의 자유의 본질                                                          | |                                                                                      |
| 9-2   |                                            | 순진한 상태에서 인간의 자유                                                 | |                                                                                      |
| 9-3   |                                            | 죄의 상태에서 인간의 자유                                                   | |                                                                                      |
| 9-4   |                                            | 은혜 상태에서 인간의 자유                                                   | |                                                                                      |
| 9-5   |                                            | 영광의 상태에서 인간의 자유                                                 | |                                                                                      |
| 10    | 유효한 부르심에 대하여                     |                                                                             | |                                                                                      |
| 10-1  |                                            | 유효한 부르심의 주제와 본질                                                 | |                                                                                      |
| 10-2  |                                            | 유효한 부르심은 무조건적이며, 주제는 성령에 의해 가능해지기 까지는 수동적임 | |                                                                                      |
| 10-3  |                                            | 선택된 유아의 유효한 부르심과 다른 불가능성                                 | |                                                                                      |
| 10-4  |                                            | 유효한 부르심과 선택받지 못한자들                                           | |                                                                                      |
| 11    | 칭의에 대하여                              |                                                                             | | 율법폐기론(존 이튼 (성직자)) 무가 은총 신학 알미니안주의 소시니안주의 로마가톨릭주의 |
| 11-1  |                                            | 칭의의 본질                                                                 | |                                                                                      |
| 11-2  |                                            | 절대로 독립적이지 않은 칭의 유일한 도구                                     | |                                                                                      |
| 11-3  |                                            | 그리스도의 순종과 죽음에서 칭의의 기초                                      | |                                                                                      |
| 11-4  |                                            | 칭의의 실행은 일시적이며 영원하지 않음                                      | |                                                                                      |
| 11-5  |                                            | 칭의의 상태와 의롭다 함을 받은 자의 죄들                                    | |                                                                                      |
| 11-6  |                                            | 구약과 신약에서 칭의의 본질                                                 | |                                                                                      |
| 12    | 양자에 대하여                              |                                                                             | |                                                                                      |
| 12-1  |                                            | 양자의 본질과 내용, 기초와 축복들                                           | |                                                                                      |
| 13    | 성화에 대하여                              |                                                                             | |                                                                                      |
| 13-1  |                                            | 성화의 본질                                                                 | |                                                                                      |
| 13-2  |                                            | 성화의 범위와 불완전성                                                      | |                                                                                      |
| 13-3  |                                            | 성화의 전쟁에서 결과적 극복                                                 | |                                                                                      |
| 14    | 구원에 이르는 신앙에 대하여                |                                                                             | |                                                                                      |
| 14-1  |                                            | 구원하는 믿음의 원천                                                        | |                                                                                      |
| 14-2  |                                            | 구원하는 믿음의 본질과 역할                                                 | |                                                                                      |
| 14-3  |                                            | 구원하는 믿음의 정도                                                        | |                                                                                      |
| 15    | 생명에 이르는 회개에 대하여                |                                                                             | |                                                                                      |
| 15-1  |                                            | 회개의 원천과 회개설교의 필요성                                             | 회개를 '복음적 은혜'로 표현 |                                                                                      |
| 15-2  |                                            | 회개의 본질                                                                 | 이 은혜의 증거는 하나님의 거룩과, 의와 죄인의 위험에 대한 감각임. |                                                                                      |
| 15-3  |                                            | 회개의 필요성                                                               | |                                                                                      |
| 15-4  |                                            | 회개의 경고와 보증                                                          | |                                                                                      |
| 15-5  |                                            | 회개의 구체성                                                               | |                                                                                      |
| 15-6  |                                            | 회개의 실행                                                                 | |                                                                                      |
| 16    | 선행에 대하여                              |                                                                             | |                                                                                      |
| 16-1  |                                            | 선행의 본질                                                                 | |                                                                                      |
| 16-2  |                                            | 선행의 위치와 가치                                                          | 하나님의 율법에 순종하는 것은 참되고 살아있는 믿음의 열매이며 증거임. |                                                                                      |
| 16-3  |                                            | 선행의 능력                                                                 | |                                                                                      |
| 16-4  |                                            | 선행의 불완전성 (supererogation)                                            | 비록 이 삶에서 최고의 순종을 하였더라도, 완전에 이르지는 못함. |                                                                                      |
| 16-5  |                                            | 선행의 불완전성 (merit)                                                     | |                                                                                      |
| 16-6  |                                            | 선행의 용납                                                                 | |                                                                                      |
| 16-7  |                                            | 비중생자의 행함                                                             | |                                                                                      |
| 17    | 성도의 견인에 대하여                       |                                                                             | |                                                                                      |
| 17-1  |                                            | 견인의 확실함                                                               | |                                                                                      |
| 17-2  |                                            | 견인의 기초                                                                 | |                                                                                      |
| 17-3  |                                            | 견인의 시련                                                                 | |                                                                                      |
| 18    | 은혜와 구원의 확신에 대하여                |                                                                             | |                                                                                      |
| 18-1  |                                            | 확신의 확실함                                                               | |                                                                                      |
| 18-2  |                                            | 확신의 본질과 기초                                                          | |                                                                                      |
| 18-3  |                                            | 확신의 경험                                                                 | |                                                                                      |
| 18-4  |                                            | 확신의 요동침                                                               | |                                                                                      |
| 19    | 하나님의 율법에 대하여                     |                                                                             | |                                                                                      |
| 19-1  |                                            | 행위언약에서 아담에게 주어진 율법                                           | |                                                                                      |
| 19-2  |                                            | 타락부터 시내산까지의 도덕법                                                | |                                                                                      |
| 19-3  |                                            | 예식법 ( 현재는 폐지됨)                                                     | |                                                                                      |
| 19-4  |                                            | 법정법 ( 현재는 만기됨)                                                     | |                                                                                      |
| 19-5  |                                            | 도덕법 ( 아직도 유효함)                                                     | |                                                                                      |
| 19-6  |                                            | 도덕법의 유용함                                                             | |                                                                                      |
| 19-7  |                                            | 은혜의 복음과 대치되지 않는 도덕법                                          | |                                                                                      |
| 20    | 그리스도인의 자유와 양심의 자유에 대하여   |                                                                             | |                                                                                      |
| 20-1  |                                            | 그리스도인의 자유의 본질                                                    | |                                                                                      |
| 20-2  |                                            | 양심의 자유의 본질                                                          | |                                                                                      |
| 20-3  |                                            | 그리스도인의 자유의 변질 (방종)                                             | |                                                                                      |
| 20-4  |                                            | 그리스도인의 자유의 변질( 합법적인 시민정부의 권위를 거부함)                | |                                                                                      |
| 21    | 종교적 예배와 안식일에 대하여              |                                                                             | |                                                                                      |
| 21-1  |                                            | 예배의 의무와 기간                                                          | |                                                                                      |
| 21-2  |                                            | 예배의 목적과 방법                                                          | |                                                                                      |
| 21-3  |                                            | 예배의 요소인 기도                                                          | |                                                                                      |
| 21-4  |                                            | 기도의 내용                                                                 | |                                                                                      |
| 21-5  |                                            | 예배의 다른 요소들(읽기, 설교, 성경듣기,찬양,성례등)                        | |                                                                                      |
| 21-6  |                                            | 예배의 장소                                                                 | |                                                                                      |
| 21-7  |                                            | 예배의 요일 ( 그리스도인의 주일 )                                           | |                                                                                      |
| 21-8  |                                            | 그리스도인의 주일성수                                                       | |                                                                                      |
| 22    | 합법적인 맹세와 서원에 대하여              |                                                                             | |                                                                                      |
| 22-1  |                                            | 합법적인 맹세의 정의                                                        | |                                                                                      |
| 22-2  |                                            | 합법적인 맹세의 기초                                                        | |                                                                                      |
| 22-3  |                                            | 서원의 제한                                                                 | |                                                                                      |
| 22-4  |                                            | 서원의 의무                                                                 | |                                                                                      |
| 22-5  |                                            | 맹세의 정의                                                                 | |                                                                                      |
| 22-6  |                                            | 맹세의 부분들과 목적                                                        | |                                                                                      |
| 22-7  |                                            | 맹세의 제한                                                                 | |                                                                                      |
| 23    | 국가의 위정자들에 대하여                   |                                                                             | |                                                                                      |
| 23-1  |                                            | 시민정부의 신적인 취지,목적과 권력                                          | |                                                                                      |
| 23-2  |                                            | 그리스도인이 공적 업무에 있을 합법성과 행동                                 | |                                                                                      |
| 23-3  |                                            | 국가 권력이 교회에 미칠 영향의 제한                                         | |                                                                                      |
| 23-4  |                                            | 시민이 국가권위에 임할 의무                                                 | |                                                                                      |
| 24    | 결혼과 이혼에 대하여                       |                                                                             | |                                                                                      |
| 24-1  |                                            | 결혼의 본질                                                                 | |                                                                                      |
| 24-2  |                                            | 결혼의 목적                                                                 | |                                                                                      |
| 24-3  |                                            | 결혼의 필수조건                                                             | |                                                                                      |
| 24-4  |                                            | 금지된 결혼에 대한 설명                                                     | |                                                                                      |
| 24-5  |                                            | 합법적 이혼과 재혼에 대한 기초                                              | |                                                                                      |
| 24-6  |                                            | 이혼의 기초와 과정                                                          | |                                                                                      |
| 25    | 교회에 대하여                              |                                                                             | |                                                                                      |
| 25-1  |                                            | 전 연령에 대한 교회의 정체성( 보편적, 비가시적)                             | |                                                                                      |
| 25-2  |                                            | 복음아래에 있는 교회의 정체성(보편적, 가시적)                               | |                                                                                      |
| 25-3  |                                            | 교회 선교의 부여, 목적, 역동성                                              | |                                                                                      |
| 25-4  |                                            | 교회의 다양한 가시성과 순수성                                               | |                                                                                      |
| 25-5  |                                            | 교회의 혼합, 타락과 보존                                                    | |                                                                                      |
| 25-6  |                                            | 교회의 머리                                                                 | |                                                                                      |
| 26    | 성도의 교제에 대하여                       |                                                                             | |                                                                                      |
| 26-1  |                                            | 성도의 교제의 기초와 본질                                                   | |                                                                                      |
| 26-2  |                                            | 성도의 교제의 실용적 표현                                                   | |                                                                                      |
| 26-3  |                                            | 성도의 교제의 오해                                                          | |                                                                                      |
| 27    | 성례전에 대하여                            |                                                                             | |                                                                                      |
| 27-1  |                                            | 성례전의 정의와 목적                                                        | |                                                                                      |
| 27-2  |                                            | 상징과 상징물의 관계                                                        | |                                                                                      |
| 27-3  |                                            | 성례전의 유효성                                                             | |                                                                                      |
| 27-4  |                                            | 성례전의 수                                                                 | |                                                                                      |
| 27-5  |                                            | 구약과 신약의 성례전의 관계                                                 | |                                                                                      |
| 28    | 세례에 대하여                              |                                                                             | |                                                                                      |
| 28-1  |                                            | 세례의 본질과 중요성                                                        | |                                                                                      |
| 28-2  |                                            | 세례의 요소와 행정                                                          | |                                                                                      |
| 28-3  |                                            | 세례의 방법                                                                 | |                                                                                      |
| 28-4  |                                            | 세례의 내용                                                                 | |                                                                                      |
| 28-5  |                                            | 세례의 필요성                                                               | |                                                                                      |
| 28-6  |                                            | 세례의 유효성                                                               | |                                                                                      |
| 28-7  |                                            | 세례의 빈도                                                                 | |                                                                                      |
| 29    | 주의 만찬에 대하여                         |                                                                             | |                                                                                      |
| 29-1  |                                            | 주의 만찬의 주관과 목적                                                     | |                                                                                      |
| 29-2  |                                            | 주의 만찬의 본질                                                            | |                                                                                      |
| 29-3  |                                            | 주의 만찬의 행정                                                            | |                                                                                      |
| 29-4  |                                            | 주의 만찬의 본질에 반하는 행동들                                            | |                                                                                      |
| 29-5  |                                            | 만찬에서 상징과 상징물의 외부적 요소들과 성례전적 관계                      | |                                                                                      |
| 29-6  |                                            | 성변화의 오류                                                               | |                                                                                      |
| 29-7  |                                            | 주의 만찬에서 그리스도를 받는 방법                                          | |                                                                                      |
| 29-8  |                                            | 주의 만찬에서 부적절한 참여의 위험성                                        | |                                                                                      |
| 30    | 교회의 권징에 대하여                       |                                                                             | |                                                                                      |
| 30-1  |                                            | 그리스도에 의해 세워진 교회정부                                             | |                                                                                      |
| 30-2  |                                            | 열쇠의 권력의 위임과 본질                                                   | |                                                                                      |
| 30-3  |                                            | 교회 권징의 목표                                                            | |                                                                                      |
| 30-4  |                                            | 교회 권징의 형태                                                            | |                                                                                      |
| 31    | 대회와 총회에 대하여                       |                                                                             | |                                                                                      |
| 31-1  |                                            | 보다 폭넓은 교회 연합(대회와 총회)의 필요성                                 | |                                                                                      |
| 31-2  |                                            | 대회와 총회의 사역과 권위                                                   | |                                                                                      |
| 31-3  |                                            | 대회와 총회의 오류                                                          | |                                                                                      |
| 31-4  |                                            | 대회와 총회의 법리                                                          | |                                                                                      |
| 32    | 사후 인간의 상태와 죽은 자의 부활에 대하여 |                                                                             | |                                                                                      |
| 32-1  |                                            | 죽음의 본질과 죽은 자의 중간 상태                                           | |                                                                                      |
| 32-2  |                                            | 마지막 날, 산자는 변화하고 죽은자는 부활하며 육과 혼이 재연합됨             | |                                                                                      |
| 32-3  |                                            | 불의한 자와 공의로운 자의 부활의 차이                                       | |                                                                                      |
| 33    | 최후의 심판에 대하여                       |                                                                             | |                                                                                      |
| 33-1  |                                            | 심판날의 본질                                                               | |                                                                                      |
| 33-2  |                                            | 심판날의 목적                                                               | |                                                                                      |
| 33-3  |                                            | 심판교리의 실용적 용도                                                      | |                                                                                      |

## 평가[3]
- 윌리엄 윌리엄스의 편지에서 그는 젊은 설교자들에게 성경 옆에 반드시 이 신앙고백서를 두고 반복해서 공부를 하라고 권면하였다.
- 리차드 백스터는 웨스트민스터 총회와 도르트 총회에서 결정한 고백서가 사도신경 이후로 가장 훌륭한 작품이라고 칭송하였다.
- 찰스 해돈 스펄전은 침례교 고백서에 대하여 논하면서 이 고백서가 웨스트민스터 고백서를 가장 가까이 따른다고 주장하였다.
- 토머스 F. 토렌스는 웨스트민스터 신앙고백이 페더럴 신학을 도입하여 매우 율법적이며 헌법적인 특성을 가지고 있으며, 경직고 논리적인 정확성을 갖고 있다고 평가하였다.[4]
- 존 밀턴은 회의에 참가하지는 않았지만, 총회를 '선택받은 총회'였으며 매우 경건하고 지혜로운 자들의 모임으로 평가하였다.
- 필립 샤프는 프로테스탄트 공의회 중에 그들의 노고와 향후 세대에 끼친 영향면에서 가장 최고로 평가하였다.

## 채택(구독)의 의미
데이빗 홀은 이 신앙고백서를 교회에서 채택(구독)하는 말의 의미가 무엇인지를 정리하였다.
- 단순한 서명적인 의미로 공적으로 드러내 보임으로 자신들의 정통성을 제공하는 하나의 형식적인 문서로서의 기능이다. 즉 그들이 이 신앙고백에 서명함으로 자신들의 정체성을 공적으로 시사하는 것이다.
- 공식적으로 헌신하겠다는 서약으로 초기 미국 장로교회가 목회자의 미망인들에게 연금을 제공하기 위해 기금을 조성하는 것처럼 공적인 자선이나 사역에 자발적인 서원을 하는 것이다.
- 목회자가 사역 초기에 목회 후보자로써, 목회 자격을 받기 위해 장로교 명부에 서명하는 것을 말한다.
- 신경 또는 교리를 옹호하고, 그것에 동의하는 것을 의미한다. 엘리자베스 여왕 후기에 39개 신조를 옹호하지 않으면 핍박을 한 것이 그것의 한 예이다.

### 영국 장로교 역사에서 웨스트민스터 신앙고백
영국 장로교에서는 웨스트민스터 신앙고백을 채택여부에 따라, 채택하는 자들과, 채택을 안한 자들과, 중도성향으로 세 부류로 나뉘었다.
영국 장로교의 역사에 대한 전문가인 드리스데일은 그의 저서에서 채택을 하지 않은 행동에 대한 결과들에 대하여 비참하다고 표현하였는데, 그것은 채택을 하지 않은 결과, 교회들이 자유의 방종으로 다른 교리들을 받아들여 심지어 로마 가톨릭과 같은 형태로 변질되었으며, 아리우스파로의 길을 열어주었다고 주장하였다.

### 미국 장로교에서 채택한 교단[7]
1982년 미국장로교단 (PCA)은 10번째 총회에서 이 신앙고백서를 공식적으로 채택하였다. 이 채택의 용도는 노회, 당회, 집사회의 학습용이었다. 이것은 1729년의 채택안을 연장한 것으로 의미가 있다.

### 채택을 주장하는 신학자
- 존 머레이
- 몰톤 H. 스미스
- 존 그레섬 메이천

### 채택에 반대한 신학자나 목회자
- 조나단 디킨슨
- 찰스 G. 피니

## 같이 보기
- 웨스트민스터 소요리문답
- 웨스트민스터 대요리문답
- 웨스트민스터 총회
- 기독교 강요
- 장로교

## 관련 신학자
- 로버트 레담
- 존 페스코
- 차드 반 딕스후른
- G.I. 윌리암슨
- 벤저민 워필드
- 아치볼드 알렉산더
- 리곤 던칸

## 참고 문헌
- 웨스트민스터 신앙고백 전문 보관됨 2020-06-28 - 웨이백 머신
- 웨스트민스터 신앙고백 전문((김효성 역)
- 웨스트민스터 신앙고백 영문전문
- 웨스트민스터 신앙고백 해설[깨진 링크(과거 내용 찾기)]
- 한국 장로교의 웨스트민스터 신앙고백서 보관됨 2020-07-03 - 웨이백 머신

## 관련 저서

### 영어로 된 저서
- Truth Victory Over Error ( The Banner of Truth Trust, David Dickson(1684), John R. De. Witt Transcribed and Edited, 2007)
- Confessing the Faith: A Reader's Guide to the Westminster Confession of Faith (Chad Van Dixhoorn, Banner of Truth, 2014)
- The Westminster Assembly: Reading Its Theology in Historical Context ( Westminster Assembly and the Reformed Faith) Robert Letham,2009
- The Theology of the Westminster Standards (Crossway, J.V.Fesko, 2014)
- The Westminster Confession into the 21st Century Vol 1-3. Ligon Duncan Ed.,2003.
- The Westminster Confession of Faith For Study Classes ( G.I. Williamson, P&R Publishing, 2nd Ed., 2004)
- Westminster Confession: A Commentary ( A.A. Hodge, Banner of Truth, 2004)
- The Practice of Confessional Subscription ( David W. Hall, CreateSpace Independent Publishing Platform, 2018)
- An Exposition of The Westminster Confession of Faith ( Robert Shaw, 1845) 보관됨 2020-12-02 - 웨이백 머신
- The Confession of Faith: A Critical Text and Introduction ( John Bower, Reformation Heritage Books )
- Hold Fast the Faith: A Devotional Commentary on the Westminster Confession of 1647 ( Matthew Everhard, PLC Publications, 2012 )

### 국내 저서
- 웨스트민스터 신앙고백 해설, R. C. 스프롤 지음, 이상웅, 김찬영 공역. 부흥과 개혁사 3권
- 웨스트민스터 신앙고백 해설, 로버트 쇼 저, 조계광 역, 생명의 말씀사, 2014
- 웨스트민스터 신앙 고백 & 교리문답 스터디북 (조셉 파이퍼저, 소을순 역, 부흥과개혁사, 2011)
- 역사적, 신학적 맥락으로 읽는 웨스트민스터 신앙고백서 (존 페스코 지음, 신윤수 옮김, 부흥과개혁사, 2018)
- 웨스트민스터 다섯가지 표준 문서 (1645-1647년 초판, 신원균 편집,2019)
- 웨스트민스터 신앙고백서 (나용화, 기독교문서선교회, 2017)
- 웨스트민스터 신앙고백 노트 (그 책의 사람들 옮김, 그 책의 사람들, 2018)
- 웨스트민스터 신앙고백서 (박윤선 저, 영음사)
- 웨스트민스터 신앙고백 (김혜성, 남정숙, 생명의 말씀사, 1992)
- 웨스트민스터 신앙고백 스터디 (장대선, 고백과문답)